# Бишофсхофен

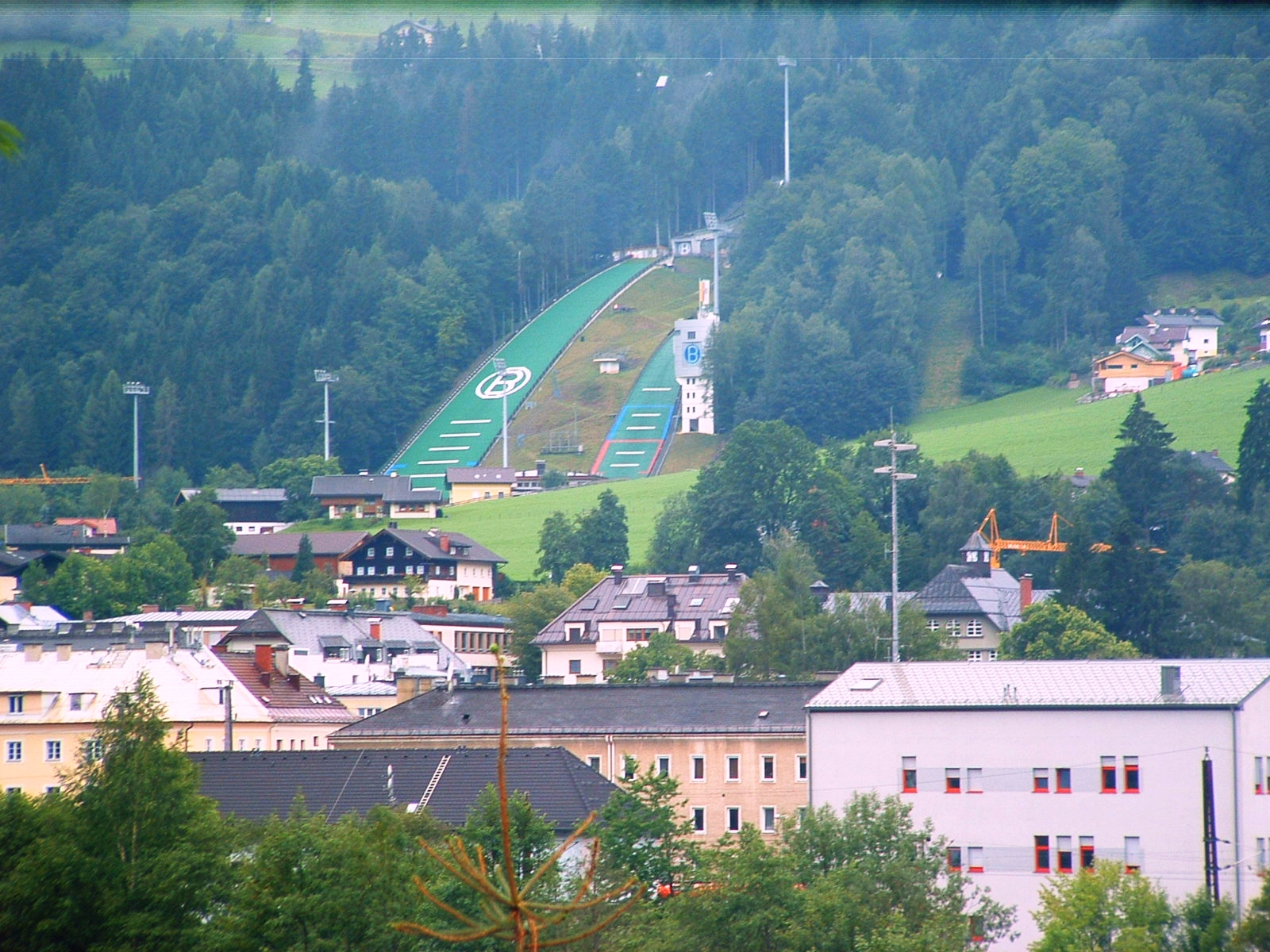
Бишофсхофен

Бишофсхофен (нем. Bischofshofen) — город  в Австрии, в федеральной земле Зальцбург.
Входит в состав округа Санкт-Йохан-Понгау. Площадь общины составляет 49,61 км², население — 10 544 человека (1 января 2021), плотность населения — 213 чел./км².

## Население
| Год  | Численность |
| ---- | ----------- |
| 1869 | 1816        |
| 1889 | 2226        |
| 1890 | 2931        |
| 1900 | 3756        |
| 1910 | 4893        |
| 1923 | 6124        |
| 1934 | 6184        |
| 1939 | 6068        |
| 1951 | 7921        |
| 1961 | 8287        |
| 1971 | 9567        |
| 1981 | 9501        |
| 1991 | 10138       |
| 2001 | 10087       |
| 2011 | 10286       |
| 2021 | 10544       |

## Политическая ситуация
Бургомистр коммуны — Якоб Рормозер (АНП) по результатам выборов 2004 года.
Совет представителей коммуны (нем. Gemeinderat) состоит из 25 мест.
- СДПА занимает 13 мест.
- АНП занимает 10 мест.
- Зелёные занимают 1 место.
- АПС занимает 1 место.

## Спорт
Бишофсхофен — место проведения последнего этапа Турне четырёх трамплинов. Трамплин, где проводятся эти соревнования, назван в честь уроженца города Пауля Ауссерляйтнера, Пауль-Ауссерляйтнер-Шанце.